# Cupertino
Cupertino je mesto v okrožju Santa Clara v Kaliforniji v Združenih državah Amerike. Leži zahodno od mesta San Jose, na zahodnem robu doline Santa Clara, njegovi deli pa segajo tudi do vznožja gorovja Santa Cruz. Po popisu 2020 je mesto imelo 57.820 prebivalcev.
Mesto Cupertino je znano po sedežu družbe Apple Inc., ki se nahaja v Apple Parku.
Lokalno upravo mesta vodi njen najvišji organ mestne oblasti – mestni svet, ki ga sestavlja pet članov s štiriletnimi mandati. Mestni svet voli župana in podžupana za dobo enega leta. 